# Open Super 12
Die Open Super 12 sind ein Tennisturnier für Kinder unter 12 Jahren, das jährlich in Auray (Frankreich) im Februar durchgeführt wird. Das Teilnehmerfeld kommt aus 40 Ländern. 320 gemeldete Teilnehmer verteilen sich auf 130 Mädchen und 190 Jungen, von denen 192 abgewiesen werden müssen. Das Turnier wird in 13 Hallenplätzen ausgetragen, von denen sich neun in benachbarten Tennisclubs in Erdeven, Baden und Pluneret befinden.

## Geschichte
1985 hatten Jo-Mi Le Dreau (Präsident des Tennisclubs Auray) und sein Team eine ehrgeizige Idee: Sie wollten ein Juniorenturnier für Jungen und Mädchen ins Leben rufen, bei dem die besten französischen und internationalen Spieler zusammenkommen. 1987 fand das erste Turnier in Auray statt, das „Internationale Turnier der jungen Champions“, bestehend aus zehn Ligen. 1988 begrüßte das Turnier mit Belgien als erstes ausländisches Land das Turnier. 1992 erhielt das internationale Jugendturnier offiziell den Namen „Open Super 12“. Spieler wie beispielsweise Félix Auger-Aliassime, Rafael Nadal, Márton Fucsovics, Andy Murray, Linda Fruhvirtová, Brenda Fruhvirtová, Alizé Cornet feierten ihre ersten großen Siege bei diesem Turnier. Ebenfalls haben Carlos Alcaraz, Grigor Dimitrow, Dominic Thiem, und Gaël Monfils zu Beginn ihrer Karrieren daran teilgenommen. Das Turnier wird als inoffizielle Weltmeisterschaft der unter 12-Jährigen bezeichnet und ist ein früher Anlaufpunkt für Talentsucher.

## Format
Zu den Einzelturnieren qualifizieren sich 48 Spieler und 48 Spielerinnen, davon sind jeweils 32 direkt zugelassen, acht sind Qualifikanten, zwei erhalten, falls nötig, ein Special Exempt, sechs erhalten eine Wildcard. Am Doppelturnier nehmen 24 Spieler beziehungsweise Spielerinnen bei, von denen 18 direkt zugelassen werden und sechs Wildcards zugeteilt werden.
- Einzel Hauptfeld: Die Spiele werden im Best-of-Three-Format (3 Sätze) mit Tie-Break in allen Sätzen gespielt. Zwischen dem zweiten und letzten Satz gibt es keine Pause.
- Einzel Qualifikation: Die Spiele werden in zwei Tiebreak-Sätzen und einem Match-Tie-Break (10 Punkte) anstelle des dritten Satzes gespielt.
- Doppel: Die Spiele werden in zwei Tiebreak-Sätzen mit einer NoAd-Regel bei 40:40 gespielt. Anstelle des dritten Satzes wird ein Match-Tiebreak (10 Punkte) gespielt.
- Trostrunde: Die Spiele werden im Best-of-Three-Format (3 kurze Sätze) gespielt. Der Spieler, der vier Spiele in einem Satz gewinnt, gewinnt den Satz, sofern er zwei Spiele Vorsprung hat. Bei einem Spielstand von 4:4 wird ein Tiebreak gespielt.
- No-Let-Regel: Die No-Let-Regel gilt für alle Veranstaltungen (Einzel, Doppel, Qualifikation und Trostrunden).